# 30: Very Best of Deep Purple
30: Very Best of Deep Purple är ett samlingsalbum av Deep Purple. Det gavs ut 1998, året för bandets 30-årsjubileum.

## Låtlista
| Nr           | Titel                                                      | Längd |
| ------------ | ---------------------------------------------------------- | ----- |
| 1.           | "Hush" (från Shades of Deep Purple)                        | 4:29  |
| 2.           | "Black Night" (ursprungligen släppt som singel)            | 3:29  |
| 3.           | "Speed King" (från Deep Purple in Rock)                    | 4:28  |
| 4.           | "Child in Time" (från Deep Purple in Rock)                 | 4:15  |
| 5.           | "Strange Kind of Woman" (från Fireball)                    | 3:54  |
| 6.           | "Fireball" (från Fireball)                                 | 3:26  |
| 7.           | "Demon's Eye" (från Fireball)                              | 5:23  |
| 8.           | "Smoke on the Water" (från Machine Head)                   | 5:43  |
| 9.           | "Highway Star" (från Machine Head)                         | 6:33  |
| 10.          | "When a Blind Man Cries" (ursprungligen släppt som singel) | 3:32  |
| 11.          | "Never Before" (från Machine Head)                         | 3:30  |
| 12.          | "Woman From Tokyo" (från Who Do We Think We Are)           | 2:48  |
| 13.          | "Burn" (Burn)                                              | 4:33  |
| 14.          | "Stormbringer" (från Stormbringer)                         | 4:08  |
| 15.          | "You Keep on Moving" (från Come Taste the Band)            | 4:30  |
| 16.          | "Perfect Strangers" (från Perfect Strangers)               | 4:16  |
| 17.          | "Ted the Mechanic" (från Purpendicular)                    | 4:19  |
| 18.          | "Any Fule Kno That" (från Abandon)                         | 4:28  |
| Total längd: | Total längd:                                               | 77:46 |